# سيفيرينو بالينثيا
سيفيرينو بالينثيا إي ألفاريث (من فوينتي دي بيدرو ناهارو، كوينكا، 1859 – مدريد، 1928) كان كاتبًا مسرحيًا ورجل أعمال في مجال المسرح إسبانيًا، وهو والد الكاتب والمترجم سيفيرينو بالينثيا توباو، والدبلوماسي خوليو بالينثيا توباو، وجدّ الكاتب سيفيرينو بالينثيا أويارثابال، الذين لا ينبغي الخلط بينهم وبينه.

## سيرة
وُلد في بلدة فوينتي دي بيدرو ناهارو بمقاطعة كوينكا عام 1859، وبدأ و أنهى دراسة الطب، لكن النجاح المفاجئ لمسرحيته الكوميدية "قسيس سان أنطونيو" (1879) جعله يميل نهائيًا إلى عالم المسرح. عمل كمدير ومالك مسرحي، وكان من بين المسارح التي أدارها المسرح الإسباني .
يسار|تصغير|ماريا توباو ، زوجة سيفيرينو بالنسيا.
تزوج عام 1881 من الممثلة ماريا ألفاريز توباو ، والتي تعاون معها في إدارة فرقة المسرح الشهيرة التي أطلقا عليها اسمهما والتي حققت نجاحًا كبيرًا في الجولات في جميع أنحاء إسبانيا وأمريكا.
كان ريبرتوار الفرقة يتكون من أعماله الخاصة، وأساسًا من المسرحيات الفرنسية لفيكتوريان ساردو وألكسندر دوما الابن (وغيرهما)، والتي قام هو نفسه بترجمتها[1]، وقد ساعد هذا على أن يبدأ مسرح ماريا غيريرو (الذي كان يُسمّى حينها "مسرح الأميرة") خطواته الأولى حوالي عام 1897.
ويشهد على متانة فرقته والمكانة التي بلغها أن الأديب أثورين حاول أن يعرض معها مسرحيته قوة الحب، لكنه لم ينجح في ذلك في النهاية، كما ارتكب بعض الأخطاء في اختياراته، مثل رفضه لمسرحية خوان خوسيه للكاتب الطبيعي خواكين دي سنتا، أحد أبرز نجاحات القرن التاسع عشر، بحجة أنها "مستحيلة: مسرحية عن الرعاع وتفوح منها رائحة الخمر". وكمدير مسرحي، يُذكر له عرض بلاط نابليون ودوقة لافاليير، حيث استخدم لأول مرة في إسبانيا مؤثر المطر على خشبة المسرح.
في عام 1915، وبعد وفاة زوجته، شغل منصبها في كرسي الإلقاء في معهد مدريد الموسيقي . في عام 1915، وبعد وفاة زوجته، شغل منصبها في كرسي الإلقاء بمعهد الكونسرفتوار في مدريد. كان والد المحامي والكاتب والمترجم سيفيرينو بالينثيا توباو، الذي تزوج من الصحفية والكاتبة النسوية إيزابيل أويارثابال سميث (1878-1974). وقد اضطر ابنه إلى المنفى في المكسيك بعد الحرب الأهلية بسبب فكره الجمهوري، وهناك وُلد حفيده سيفيرينو بالينثيا أويارثابال، الذي أصبح أيضًا كاتبًا. كما كان والد الدبلوماسي خوليو بالينثيا توباو.
توفي في مدريد في 22 يوليو 1928.
نال تصفيقًا واسعًا خصوصًا بعد مسرحيته "حارس البيت" (1881)، وهي سخرية من سوء تربية الشباب. كتب بعد ذلك مسرحيات أخرى ذات طابع أطروحي، مثل لا تشارا (1884) التي هدفت لإظهار أضرار تبني العادات الأجنبية، وأخرى طبيعية مثل نييفيس (التي نالت محاكاة ساخرة من إنريكي أيوسو بعنوان *الحرور أو الطفل الجميل: محاكاة لمسرحية سيفيرينو بالينثيا "نييفيس"، في فصل واحد، 1894)، وأخرى كانت مجرد إعادة بناء ملونة لحقب تاريخية، مثل ممثلون ومصارعو الثيران أو الفيكاريا.
تُعد حواراته وأجواؤه المسرحية ممتازة. تُعد حواراته وأجواؤه المسرحية ممتازة. ويُحفظ أرشيفه، الذي يضم أكثر من ثلاثة آلاف وثيقة، من رسائل ومخطوطات لكتّاب مثل ميغيل دي أونامونو، وخاثينتو بينابنتي، والأخوان كينتيرو، وليوبولدو ألاس، وإميليو كاستيلار، وفيكتوريا كينت، وفرناندو دياث دي مندوزا، وكارلوس فرنانديث شو، في المتحف الوطني للمسرح في ألماغرو

## أعمال
تصغير|غلاف كتاب أشياء من حياتي (1909)، بقلم روميرو كالفيه .
تصغير|رسم كاريكاتوري بواسطة سيلا ( مدريد كوميك ، 1880)

### السيرة الذاتية
- أشياء من حياتي: صفحات سير ذاتية لثيفيرينو بالينثيا، مدريد: دار "لوس كونتمبرانيوس"، 1909.

### المسرح
- القس سان أنطونيو، كوميديا في ثلاثة فصول وبالأبيات الشعرية، مدريد: أبناء أ. غويّون، 1879 ومدريد: مطبعة خوسيه رودريغيث، 1879.
- سباق الحواجز، كوميديا في ثلاثة فصول وبالأبيات الشعرية، مدريد: مطبعة خوسيه رودريغيث، 1880؛ الطبعة الثانيةª إد. برشلونة: مطبعة أرملة وابن خوسيه مارتين، بدون سنة لكن عام 1896.
- في الغابات، 1880.
- حارس البيت، كوميديا في ثلاثة فصول وبالأبيات الشعرية مدريد: مطبعة "لا إيبرّيا"، 1881 ومدريد: المؤسسة الطباعية لألفاريث إيرمانوس، 1884.
- الانتقام (مسرحية قصيرة في ثلاثة فصول وبالأبيات الشعرية)، مدريد: أبناء أ. غويّون، 1881 ومدريد: مطبعة "لا إيبرّيا"، 1881.
- مشاعر قاتلة، مدريد: مطبعة "لا إيبرّيا"، 1882؛ الطبعة الثانية ª إد. برشلونة: فلورينثيو فيسكويتش، ناشر (خلفًا لأبناء أ. غويّون) في مطبعة لويس تاسّو سيرا، 1885. وبعنوان مشابه هناك اقتباس: مشاعر قاتلة: محاولة كوميدية-درامية في ثلاثة فصول وبالنثر؛ مرتبة إكرامًا للأطفال لاحتفالات عيد الميلاد الخاصة بهم من قبل كانديدو. سرقسطة: [بدون ناشر]، 1907 (مطبعة "لا إيديتوريال").
- لا شارا مدريد: فلورينثيو فيسكويتش، 1884 ومدريد: مطبعة "لا إيبرّيا"، 1884؛ وهناك طبعة ثانية في مدريد: "لوس كونتمبرانيوس" رقم 747، 1923.
- آراك غدًا
- دوران ودوران، كوميديا من ثلاثة فصول وبالنثر . مدريد: خوسيه رودريغيز، 1893.
- نييفيس، كوميديا في ثلاثة فصول وبالأبيات الشعرية، مدريد: فلورينثيو فيسكويتش ناشرًا، خلفًا لأبناء أ. غويّون (المؤسسة الطباعية "لا لينترنا")، 1894.
- بيبّيتا تودو، 1901.
- كنا نقول بالأمس... مونولوج نثري مونولوج نثري
- خمس عشرة دقيقة من الدردشة.
- كورّيتا ألبورنوث، 1897.
- يا للعار! مونولوج مونولوجالمكسيك: مطبعة "إل فينيكس"، 1897 وبرشلونة: [بدون ناشر، بدون تاريخ] (مطبعة خلفاء راميريث وشركاه).
- ترجمة لتوماس براندون، بالاسم المستعار "بيرو خيل"، عمة كارلوس: كوميديا في ثلاثة فصول وبالنثر، مدريد، [بدون ناشر]، 1897 ومدريد: الصحافة الشعبية، 1919.
- الكوميديون ومصارعو الثيران أو الفيكرية مسرحية هزلية جديدة مقسمة إلى ثلاثة مشاهدمسرحية هزلية جديدة مقسمة إلى ثلاثة مشاهدمدريد، فلورنسيو فيسكويتش، 1897؛ مدريد: عفريت. حول العالم، 1914؛ ومدريد: "لوس كونتمبرانيوس" رقم 266، [حوالي 192...؟].
- الزوجات المرِحات، 1907.
- السحابة ، 1908.
- المرأة البكماء. عُرضت لأول مرة في مسرح الأطفال "الأمير ألفونسو" في 13 يناير 1910.
- النجم سيء الحظ عُرضت لأول مرة في مسرح الأطفال "الأمير ألفونسو" في 29 يناير 1910. [2]
- دفء الموقد، 1910.
- دعوى جنائية.
- الراهبة المبتدئة.
- الجميلة بينغيتو، 1915، عُرضت في "التريانون" وفقًا لصحيفة ABC ونُسبت أحيانًا للأوروغوياني إرنستو إيريرا.
- مفاجآت الطلاق . كوميديا في ثلاثة فصول وبالنثر. عُرضت لأول مرة في المسرح الرئيسي في برشلونة، في 10 سبتمبر 1888. مدريد: فلورينثيو فيسكويتش، ناشر (مطبعة خوسيه رودريغيث)، 1893؛ الطبعة الثانية في مدريد: "لوس كونتمبرانيوس" (مطبعة "ألديريدور ديل موندو")، رقم 618، 1920.
- مع لويس فرنانديث أردافين، المحبوبة (زارثويلا في فصلين) مدريد: "أونيون غرافيكا"، 1916 و1927.
- مع إميليو غونثاليث ديل كاستيّو، تركيا الشابة: زارثويلا في فصلين مقسم الفصل الثاني إلى مشهدين. موسيقى بابلو لونا . مدريد: مطبعة "لا مونديال أرتيستيكا"، 1925 ومدريد: دار النشر "سيغلو 20"، مجموعة الكوميديات، 30، سبتمبر 1926.

1. ↑  مشروع مكتبة الموسيقى الدولية | Ceferino Palencia، QID:Q523660